# Aralle-Tabulahan
Aralle-Tabulahan ist eine auf Sulawesi gesprochene Sprache. Sie gehört zur austronesischen Sprachfamilie.
Es werden folgende Dialekte gesprochen:
- Aralle
- Tabulahan
- Mambi